# Грушецкий, Артур
Артур Грушецкий (пол. Artur Gruszecki; род. 24 августа 1852, Самбор — ум. 16 апреля 1929, Варшава) — польский писатель.

## Биография
В 1884—88 гг. издавал еженедельник «Вендровец» (пол. Wędrowiec), вокруг которого группировались сторонники натурализма в литературе. Артур Грушецкий был одним из первых в польской литературе, кто изобразил жизнь рабочих, тяжёлый труд в шахтах и на фабриках (роман «Кроты», 1897, в рус. пер. «Углекопы», 1900).
В своих романах «Саранча» (т. 1—2, 1899, рус. пер. 1903), «Побеждённые» (1899, рус. пер. 1901), Грушецкий показал национальное угнетение силезских поляков немцами.
Также Артур Грушецкий писал исторические повести для юношества.

### Семья
Родители: отец — Викентий Грушецкий (Wincenty Gruszecki, род. ок. 1820), мать — Антонина Лёбл (Antonina Löbl, род. ок. 1820).
Дочь — Анёла Грушецкая (пол. Aniela Gruszecka) (род. 18 мая 1884, Варшава — ум. 18 апреля 1976, Краков) — польская писательница, литературный критик. Замужем за Казимиром Ничом — польский языковед, профессор Ягеллонского и Львовского университетов.

## Повести
- Tuzy (1893);
- Krety (1897);
- Hutnik (1898);
- W starym dworze (1898);
- Szarańcza (1898—1899);
- Zwyciężeni (1901);
- Tam, gdzie się Wisła kończy (1903);
- Nad Wartą (1905);
- Maryawita (1912);
- Za króla Stefana (1939) (издана после смерти автора).